# Сант'Анђело ин Лицола
Сант'Анђело ин Лицола (итал. Sant'Angelo in Lizzola) је насеље у Италији у округу Пезаро и Урбино, региону Марке.
Према процени из 2011. у насељу је живело 419 становника. Насеље се налази на надморској висини од 288 м.

## Становништво
| 1931. | 1936. | 1951. | 1961. | 1971. | 1981. | 1991. | 2001. | 2011. |
| ----- | ----- | ----- | ----- | ----- | ----- | ----- | ----- | ----- |
| 2.411 | 2.399 | 2.449 | 2.327 | 3.312 | 4.420 | 5.495 | 6.810 | 8.639 |